# Лаже (Вила-Верде)
Лаже (порт. Laje) — населённый пункт и район в Португалии, входит в округ Брага. Является составной частью муниципалитета Вила-Верде. Находится в составе крупной городской агломерации Большое Минью. По старому административному делению входил в провинцию Минью. Входит в экономико-статистический субрегион Каваду, который входит в Северный регион. Население составляет 2244 человека на 2001 год. Занимает площадь 4,87 км².
Покровителем района считается Святоё Юлиан (порт. S. Julião).